# Рудавка (Минская область)
Рудавка (бел. Рудаўка) — деревня в Несвижском районе Минской области. Входит в состав Несвижского сельсовета. Население 1045 человек (2009).

## География
Рудавка непосредственно примыкает к окраинам Несвижа, фактически являясь его северо-западным пригородом. Связано с центром Несвижа автодорогой. По западной окраине Рудавки проходит шоссе Р11, ещё одна дорога ведёт от Рудавки в Снов. Местность принадлежит бассейну Немана, небольшой ручей, начинающийся на территории Рудавки впадает в реку Уша.

## Достопримечательности
- Дворянская усадьба XIX века. Усадебный дом сохранился[1]